# Toungir
Le Toungir (en russe : Тунгир) est une rivière de Sibérie orientale en Russie, qui coule dans le krai de Transbaïkalie. C'est un affluent de l'Olekma en rive droite, donc un sous-affluent de la Léna.

## Géographie
Le Toungir a une longueur de plus ou moins 500 kilomètres. La superficie de son bassin est de 14 700 km2, surface comparable à la moitié de celle de la Belgique.
La rivière prend sa source dans les monts Iablonovy, une centaine de kilomètres au nord-est de la source de l'Olekma. Elle coule globalement vers le nord-est parallèlement au cours de cette dernière, mais plus à l'est. En fin de parcours, elle effectue un changement de direction vers le nord puis le nord-ouest et finit ainsi par se jeter dans l'Olekma en rive droite au niveau de la localité de Sredniaïa Olekma.  

## Affluent
- La Bougarikhta qui conflue en rive droite au niveau de la ville de Toupik.

## Hydrométrie - Les débits mensuels à Goulia
Le Toungir est un cours d'eau très irrégulier. Son débit a été observé pendant 15 ans (entre 1975 et 1994) à Goulia, localité située à 161 kilomètres de son confluent avec l'Olekma . 
À Goulia, le débit inter annuel moyen ou module observé sur cette période était de 68,2 m3/s pour une surface de drainage de 8 380 km2, soit 56 % de la totalité du bassin versant de la rivière.
La lame d'eau écoulée dans cette partie du bassin versant se monte ainsi à 257 millimètres par an, ce qui peut être considéré comme assez élevé. 
Rivière abondante, alimentée en grande partie par la fonte des neiges, mais aussi par les précipitations de l'été et de l'automne, le Toungir est un cours d'eau de régime nivo-pluvial qui présente deux saisons distinctes. 
Les hautes eaux se déroulent de la fin du printemps au début de l'automne, du mois de mai au mois de septembre inclus, avec un sommet en juin-juillet, ce qui correspond au dégel et à la fonte des neiges. Le bassin bénéficie de précipitations abondantes en toutes saisons, particulièrement sur les hauts sommets. Elles tombent sous forme de pluie en saison estivale. Les pluies et la continuation de la fonte des glaces expliquent que le débit de juillet à octobre soit bien soutenu. En octobre, le débit de la rivière baisse rapidement, ce qui mène à la période des basses eaux. Celle-ci a lieu de novembre à avril inclus et correspond à l'hiver et aux puissantes gelées qui s'étendent sur toute la région. Durant les mois de janvier à mars, l'écoulement s'arrête presque totalement. 
Le débit moyen mensuel observé de janvier à mars (minimum d'étiage) est nul, tandis que le débit moyen du mois de mai atteint 169 m3/s, ce qui témoigne de l'amplitude extrêmement importante des variations saisonnières. Sur la durée d'observation de 15 ans, le débit mensuel maximal s'est élevé à 462 m3/s (juillet 1988).
En ce qui concerne la période libre de glace (de mai à septembre inclus), le débit minimal observé a été de 18,7 m3/s en juillet 1979, ce qui restait encore un niveau appréciable.  